# Системные требования
Системные требования — это спецификации и характеристики, которые должны быть у компьютерной системы (например, персонального компьютера или программного обеспечения), чтобы оно могло корректно функционировать и выполнять свои задачи. Эти требования определяют минимальные и рекомендуемые характеристики аппаратного и программного обеспечения, которые необходимы для оптимальной работы системы.
Для программного обеспечения системные требования могут включать в себя:
1. Операционную систему: Какая версия операционной системы требуется для запуска программы.
2. Процессор: Минимальный тип и тактовая частота процессора.
3. Оперативную память (RAM): Минимальное количество оперативной памяти, необходимой для работы программы.
4. Дисковое пространство: Свободное место на жестком диске, необходимое для установки и функционирования программы.
5. Графическую карту: В случае программ, требующих трехмерную графику, могут быть указаны требования к видеокарте.
6. Звуковое оборудование: Если программа использует звуковой вывод, могут быть указаны соответствующие требования.

Для аппаратного обеспечения, такого как компьютеры и игровые консоли, системные требования могут включать в себя:
1. Процессор: Тип, количество ядер и тактовая частота.
2. Оперативную память (RAM): Общий объем оперативной памяти.
3. Графическую карту: Тип и объем видеопамяти.
4. Жесткий диск или SSD: Объем свободного места для хранения данных.
5. Порты и подключения: Например, USB-порты, HDMI, Ethernet и др.

Обычно системные требования делятся на минимальные и рекомендуемые.
Системные требования могут противоречить друг другу.

## Типы системных требований
Для некоторого ПО различают минимальные и рекомендуемые системные требования:
- Минимальные системные требования - это набор характеристик и параметров, которые должны быть у компьютера или программного обеспечения, чтобы оно могло работать без серьезных проблем. Эти требования определяют минимальные характеристики аппаратного и программного обеспечения, необходимые для стабильной работы определенной программы, операционной системы или приложения.
- Рекомендуемые системные требования - это более высокие характеристики аппаратного и программного обеспечения, которые обеспечивают более оптимальную производительность, качество и стабильность работы программы, операционной системы или приложения. Если ваш компьютер соответствует рекомендуемым требованиям, вы сможете использовать программу с большим комфортом и возможностями.

## Примеры
|                                           | Декларируемые как минимальные                          | Рекомендуемые                          |
| ----------------------------------------- | ------------------------------------------------------ | -------------------------------------- |
| Процессор                                 | 1 гигагерц (ГГц) c двумя ядрами                        | 2 гигагерц (ГГц) c 4-мя ядрами         |
| Оперативная память                        | 4 Гб RAM (могут быть ограничены некоторые возможности) | 8 Гб RAM или выше                      |
| Видеоадаптер и монитор                    | VGA/HDMI(720 x 1280)                                   | HDMI(1920 x 1080) или выше             |
| Свободное место на HDD                    | 64 Гб                                                  | 64 Гб или больше                       |
| Устройства взаимодействия с пользователем | клавиатура и мышь                                      | клавиатура и мышь                      |
| Другие устройства                         | Звуковая карта, колонки и/или наушники                 | Звуковая карта, колонки и/или наушники |

Минимальные системные требования для компьютерной игры Baldur's Gate 3:
- Видеокарта — Nvidia GTX 970 / RX 480 (4GB+ of VRAM).
- Операционная система — Windows 10 64-bit.
- Процессор — Intel I5 4690 / AMD FX 8350
- Оперативная память — 8 Гб ОЗУ.
- 150 Гб свободного места на жёстком диске (HDD).
- DirectX Версии 11

Рекомендованные системные требования для компьютерной игры Forza Horizon 5:
- Видеокарта — Nvidia GTX 1070 OR AMD RX 590
- Операционная система — Windows 10 версии 15063.0 или выше
- Процессор — Intel i5-8400 or AMD Ryzen 5 1500X.
- Оперативная память — 16 Гб ОЗУ .
- Скорость Интернет-соединения — Широкополосное подключение к интернету.
- 110 Гб свободного места на жёстком диске (HDD / SSD).
- DirectX Версии 12.